# Повяжи (Ошмянский район)
Повяжи (бел. Павя́жы) — деревня в Ошмянском районе Гродненской области Белоруссии. В составе Новосёлковского сельсовета.

## География
Ближайшие населённые пункты Богданишки, Грибовщина, Кремешево, Михалкони и др.
Рядом дорога Н-6329.

## История
В 1905 году в Ошмянском уезде Куцевичской волости Виленской губернии.
В 1954—1961 годах центр Повяжинского сельсовета. 

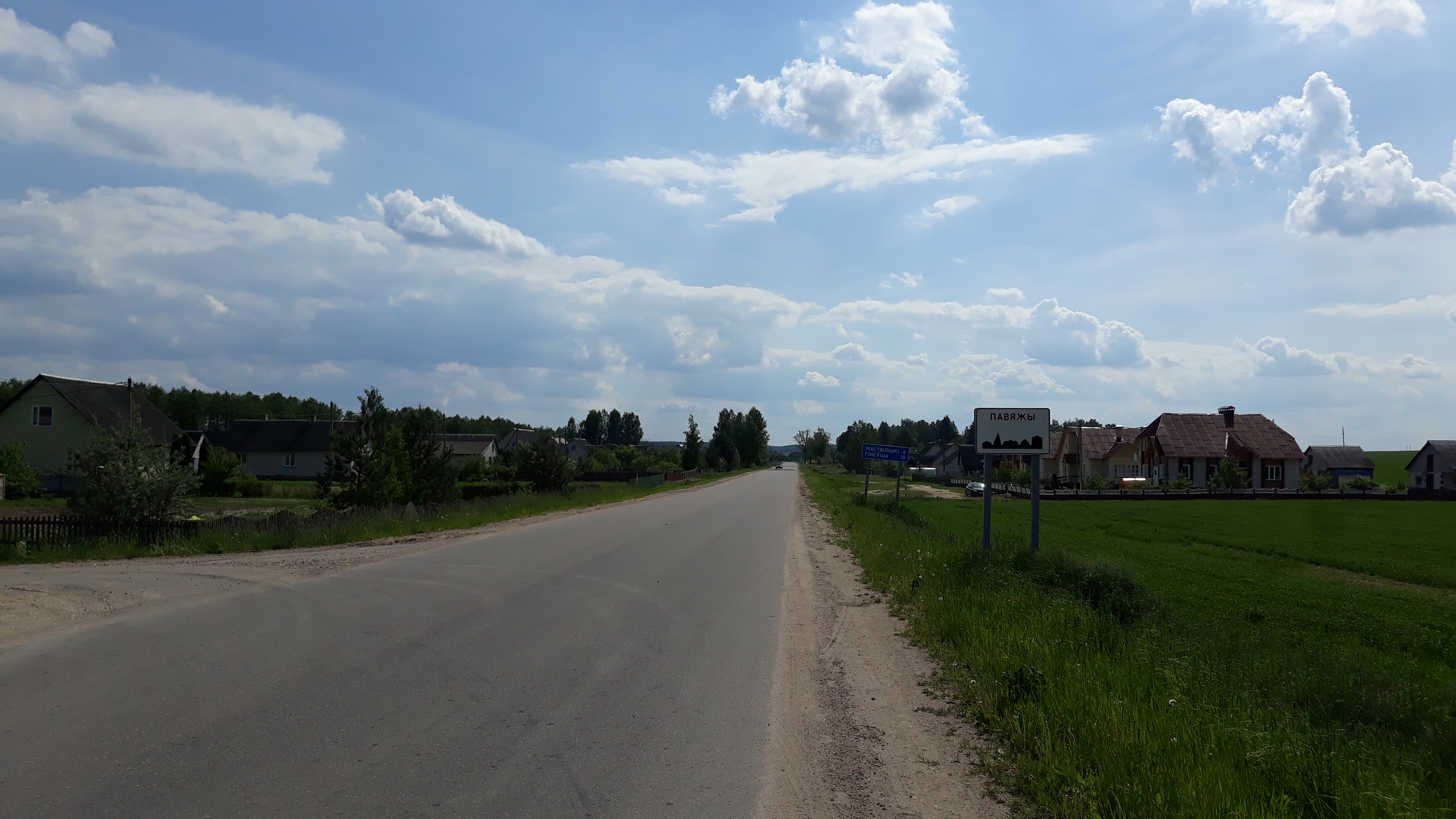

До 12 ноября 1973 года деревня входила в состав Куцевичского сельсовета.

## Население

### Численность
- 2009 год — 248 человек

### Динамика
- 1999 год — 210 человек (перепись населения)
- 2009 год — 248 человек (перепись населения)[2]